# Jinéologie

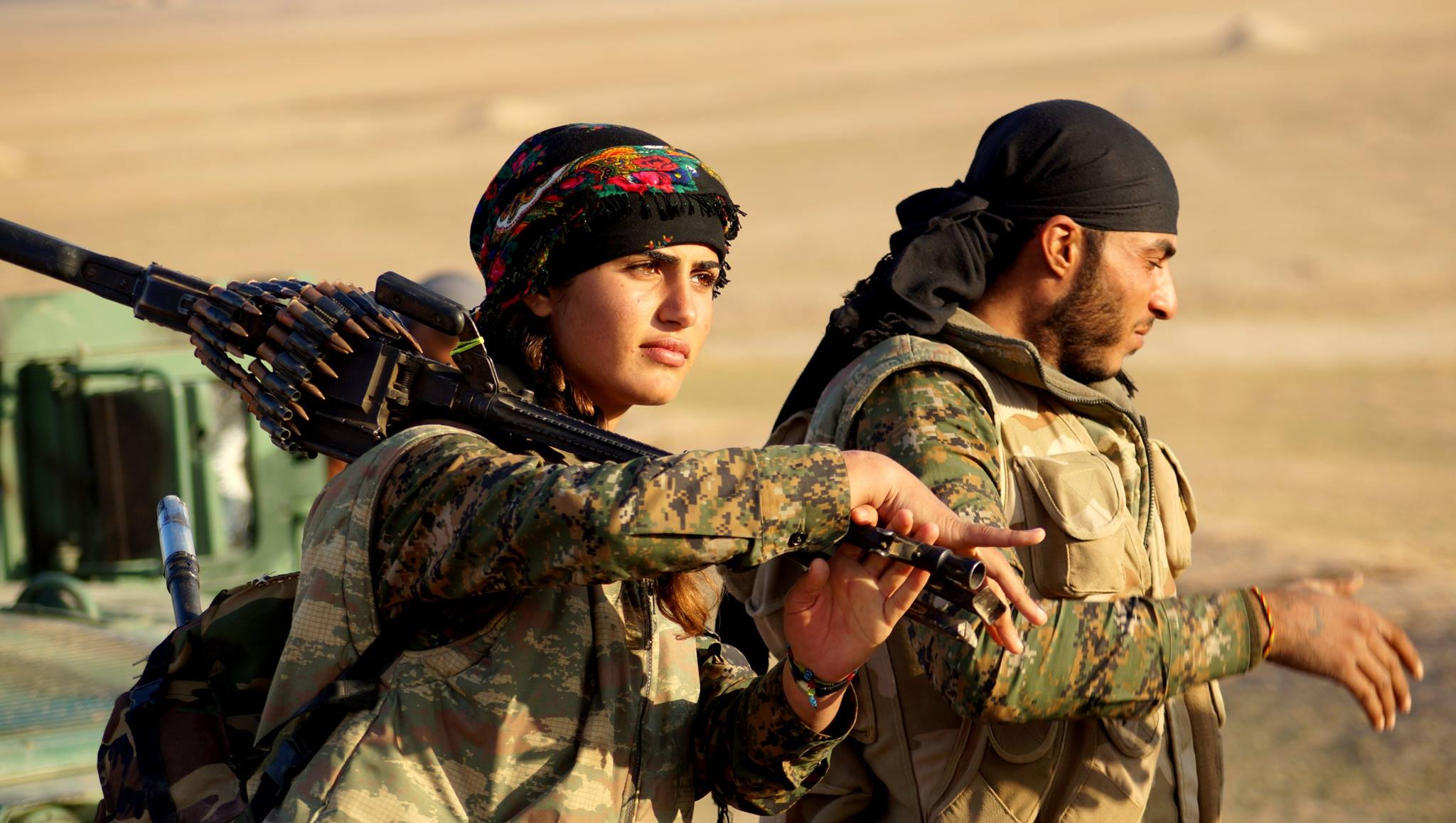
Asia Ramazan Antar (1997-2016) était une féministe et une combattante des Unités de protection de la femme (YPJ).

La jinéologie (kurde : Jineolojî), ou « science des femmes », est une forme de féminisme et d'égalité des sexes prônée par Abdullah Öcalan,,, le leader représentatif du Parti des travailleurs du Kurdistan (PKK) et de l'organisation faîtière de l'Union des communautés du Kurdistan (KCK). Dans le contexte des règles religieuses et tribales fondées sur l'honneur qui confinent les femmes dans les sociétés du Moyen-Orient, Öcalan a déclaré qu'« un pays ne peut être libre que si les femmes le sont » et que le niveau de liberté des femmes détermine le niveau de liberté de la société en général.
La jinéologie est une composante du confédéralisme démocratique, une philosophie qui soutient la gouvernance de l'administration autonome du nord et de l'est de la Syrie (également connue sous le nom de Rojava).

## Histoire
L'Union des communautés du Kurdistan (KCK) est une organisation faîtière qui comprend le Parti de l'union démocratique (PYD) et le Parti des travailleurs du Kurdistan (PKK). En 2005, le KCK a abandonné son objectif d’établir un État kurde séparé et a plutôt plaidé en faveur d’un confédéralisme démocratique. En 2012, le PYD a pris le contrôle d’une grande partie du nord de la Syrie et a déclaré son autonomie, mettant en œuvre une gouvernance autonome selon le modèle du confédéralisme démocratique. Cette région, connue sous le nom de Rojava ou Administration autonome du nord et de l’est de la Syrie, représentait environ un cinquième du territoire syrien avant l’invasion turque de la région en 2016. La force paramilitaire du PYD est composée des Unités de protection du peuple (YPG) et des Unités de protection de la femme (YPJ).
Le mouvement de libération des femmes kurdes s'inspire largement de la théorie d'Abdullah Öcalan, fondateur du PKK. Öcalan a inventé le terme « jinéologie » et a inventé le confédéralisme démocratique, le système de gouvernement mis en œuvre au Rojava.

## Définition et idéologie
En kurde, le mot jin ( ژن ) signifie à la fois « femme » et vient de la racine jiyan ( ژیان ), signifiant « vie ». « logie » vient de logos (science).
Pour cette raison, il est parfois traduit en « science des femmes ».

Dans Liberating life: Women's Revolution (2013), Abdullah Öcalan écrit :
La mesure dans laquelle la société peut être profondément transformée est déterminée par l’ampleur de la transformation obtenue par les femmes. De même, le niveau de liberté et d'égalité des femmes détermine la liberté et l'égalité de toutes les couches de la société. . . . Pour une nation démocratique, la liberté de la femme revêt également une grande importance, car une femme libérée constitue une société libérée. La société libérée constitue à son tour une nation démocratique. De plus, la nécessité d’inverser le rôle de l’homme revêt une importance révolutionnaire.
L'idéologie de libération des femmes du Parti des travailleurs du Kurdistan (PKK) décrit la jinéologie comme « un terme scientifique fondamental destiné à combler les lacunes que les sciences sociales actuelles sont incapables de combler ». La jinéologie repose sur le principe selon lequel sans la liberté des femmes au sein de la société et sans une réelle conscience des femmes, aucune société ne peut se dire libre.
Öcalan a déclaré qu'« un pays ne peut être libre que si les femmes le sont » et que le niveau de liberté des femmes détermine le niveau de liberté dans la société dans son ensemble. Pour situer l’environnement d’où cela vient, l’oppression violente des femmes existe dans la région en général, l’État islamique en Irak et au Levant (EIIL) étant l’émanation la plus radicale de l’asservissement des femmes basé sur le Namus.
La jinéologie a un ensemble de principes qui incluent, la gouvernance par le confédéralisme démocratique, la promotion de l’autosuffisance par la conscience écologique et l’armement collectif et le rejet du système d’État-nation, qui ont été adoptés par les femmes kurdes. Si ces principes sont considérés comme un moyen de remettre en question le patriarcat, ils sont également considérés en contraste avec le féminisme occidental, associé au capitalisme et à l’étatisme. Malgré cela, les principes jinéologiques adoptés par les femmes kurdes visent à remettre en question le patriarcat et à l’intersection du patriarcat avec d’autres formes d’hégémonie.
La jinéologie est une discipline qui cherche à récupérer et à étudier les connaissances sur les femmes afin de remettre en question la croyance selon laquelle les femmes sont des versions inférieures ou « défectueuses » des hommes et de lutter contre l'exclusion des femmes de l'histoire intellectuelle. Son objectif est de réhabiliter et de valoriser des aspects traditionnellement dévalorisés de l'existence féminine, tels que le « travail des femmes ». La jinéologie reconnaît que l’État-nation est étroitement lié au patriarcat et le reproduit parce qu’il est intrinsèquement hégémonique et masculiniste. Pour décrire cette interdépendance, les jinéologues utilisent le terme « étatisme-sexisme-positivisme » pour souligner l’inséparabilité de ces formes d’hégémonie.

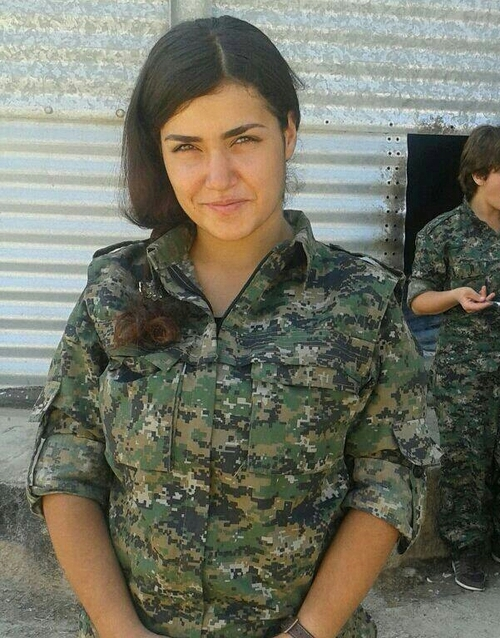
Une membre des Unités de protection de la femme (YPJ) avec un uniforme standard.

## La jinéologie en pratique
La jinéologie est un principe fondamental du confédéralisme démocratique du KCK  et, en tant que tel, est au cœur de la révolution sociale des Kurdes qui se déroule au Rojava, leur région de facto autonome  dans le nord de la Syrie, dirigée par le Parti de l'Union démocratique (PYD), affilié au KCK. Par conséquent, les femmes représentent 40 % des milices kurdes combattant dans le conflit du Rojava contre le régime de Bachar al-Assad et l’État islamique en Irak et au Levant (EIIL) dans la guerre civile syrienne,. Les femmes combattent aux côtés des hommes dans les Unités de Protection du Peuple (YPG) ainsi que dans leurs propres Unités de Protection des Femmes (YPJ),. Au sein des YPJ, les femmes étudient les théories politiques d’Öcalan, l’idéologie sur laquelle reposent les bases du groupe. Pour les femmes participant à la reconstruction du nord de la Syrie, la jinéologie est considérée comme supérieure au féminisme occidental, car elle vise à rejeter toute forme d’hégémonie, y compris le patriarcat et le positivisme, afin d’établir une paix plus durable. En effet, la jinéologie est considérée comme plus holistique et inclusive pour tous les membres de la société. Pendant la révolution du Rojava, les hommes et les femmes devaient étudier la jinéologie et l'écologie, et la jinéologie est intégrée dans le modèle de gouvernance de la région plutôt que d'être traitée comme une question distincte axée sur les droits des femmes.
Le programme basé sur la jinéologie consistant à « essayer de briser les règles religieuses et tribales basées sur l'honneur qui confinent les femmes » est controversé et surmonte la controverse dans les milieux conservateurs de la société du nord de la Syrie. Le développement de la jinéologie est l'un des cinq piliers du mouvement des femmes kurdes au Rojava avec l'organisation faîtière Kongreya Star, axée « sur la protection mutuelle, la résistance à l'EIIL et la construction d'une communauté égalitaire au milieu d'une zone de guerre ». Dans le cas de l'EIIL, les YPG/YPJ ont résisté au sexisme de l'organisation. Dans le contexte de l’invasion turque de la région, les YPG/YPJ se sont engagés dans des combats sporadiques contre ces attaques étatiques. L'autodéfense s'étend au domaine intellectuel, les participants du Rojava revendiquant le droit de se protéger des attaques épistémiques en prenant des décisions et en prenant conscience d'eux-mêmes. C'est pour cette raison que des comités des femmes et de la jeunesse ont été créés, avec un droit de veto sur les décisions les concernant ; c'est aussi pour cette raison qu'il existe des académies de femmes et d'asayish, ainsi que la jinéologie. La jinéologie fait partie d'une gamme de cours proposés à l'académie des femmes de Kongreya Star.